# Jolana Smyčková
Jolana Smyčková (* 20. května 1979 Ústí nad Labem) je česká zpěvačka a herečka.

## Biografie
Narodila se v rodině barytonisty a sólisty ústecké opery Miroslava Smyčky a učitelky chemie a biologie Renaty Smyčkové.
Vystudovala Pražskou konzervatoř, obor hudebně – dramatický pod vedením Gabriely Vránové a Vladislava Beneše. Absolvovala představením Slaměný klobouk v režii Jaromíra Pleskota. Zpěv studovala u Ludmily Vavrečkové a Jitky Zelenkové.
V roce 2000 získala angažmá v divadle Semafor. V tomto divadle působí dodnes. Vytvořila zde mnoho rolí v hudebních komediích a původních muzikálech (např. Lysistrata – titulní role, Kytice – Bludička, Zlomené srdce Lady Pamely – Pamela Google a další ). Také tu má sólové koncerty.
Jolana dále působila v Divadle na Fidlovačce, v Činoherním klubu Ve Smečkách, v divadle Rokoko, v Divadelní společnosti Josefa Dvořáka a v Divadle Pavla Trávníčka.
V roce 2009 získala širší nominaci na cenu Thalie za mimořádný výkon v roli Káči (Divotvorný hrnec v režii Radka Baláše). O rok později jí nominaci na cenu Thálie přinesla role Elizy Doolitlové v muzikálu My fair lady uváděném rovněž Severočeským divadlem opery a baletu v Ústí nad Labem.
V roce 2003 měla dva koncerty swingových šlágrů a šansonů v New Yorku.
V roce 2000 hrála jednu z hlavních rolí ve filmové pohádce Jiřího Suchého Královna bublin, v roce 2002 se představila jako Cassiopea ve filmovém příběhu Zajatec lesa.
Pro Českou televizi natočila povídku z cyklu Bakaláři (režie Dušan Klein), vidět jí můžeme také v několika dílech seriálu Ordinace v růžové zahradě.
Nadabovala nespočet filmů, jejím hlasem mluví hollywoodské hvězdy. Margot Robbie ( Amsterdam, Barbie, Babylon, Tenkrát v Hollywoodu) , Jessica Alba, Gwyneth Paltrow, Hilary Duff, Emily Blunt, Blake Lively, Beyoncé (Dream girls). Siera Miller. Svůj hlas propůjčila také postavičkám ze známých animovaných filmů Rio (Perla), Doba ledová aj.
Velmi často zpívá v českém znění filmů Walta Disneyho.
Zpívala i v mnoha zábavných televizních pořadech (Šance, Zlatá mříž aj.).
V roce 2013 se provdala za sólistu Národního divadla Richarda Haana, s nímž má syny Richarda a Kristiána.

## Vybrané divadelní role
- Severočeské divadlo opery a baletu Ústí nad Labem
  - 2008 – Hello, Dolly! (Irena Molloyová)
  - 2009 – Divotvorný hrnec (Káča)
  - 2010 – My Fair Lady (Eliza Doolitlová)
  - 2019 – Zasněžená romance (Vivien Dawnová)
- Semafor
  - 2002 – To nám to pěkně začíná (Vltava)
  - 2004 – Patero důvodů pro voo doo (Ester)
  - 2005 – ... nikoho nezabije (Mnémosyné, manželka Diova)
  - 2005 – Jako když tiskne (Magdalena)
  - 2006 – Pension Rosamunda (Její neteř Adelaida)
  - 2006 – Pokušení svatého Antonína (Belzebuba)
  - 2007 – Ten čtvrtek platí (Heřmánková)
  - 2007 – Lysistrata (Lysistrata)
  - 2008 – Šlitr s námi a zlý pryč (Subreta)
  - 2009 – Kytice (Matka, Bludička)
  - 2010 – Uteklo to jako H20 (Předsedkyně)
  - 2012 – Kam se poděla Valerie? (MUDr. Karla Šímová)
  - 2012 – Opera Betlém (Učitelka)
  - 2016 – Zlomené srdce lady Pamely (Madam Pamela Google)
  - 2018 – MeeToo (moderátorka Jolana)
  - 2019 – Semafor má narozeniny
  - 2023 – Poslední štace ( Vrchní sestra)
  - 2023- Šli tři Šlitři - ( 100 let Jiřího Šlitra )
- Činoherní klub
  - 1994 – Figarova svatba (Barbarina) – režie Jiří Menzel
- Divadlo Na Fidlovačce
  - 1998 – Fidlovačka aneb Žádný hněv a žádná rvačka – režie Tomáš Töpfer
- DIK – Divadlo Konzervatoře Praha
  - 1998 – Dáma skřítek (Doňa Beatrice)
  - 1998 – Slaměný klobouk (Hraběnka de Champigny)
  - 1998 – Třináctá komnata
- Divadelní společnost Josefa Dvořáka
  - 1999 – Pepino (Cikánka; Hyacinta)
- Divadlo Pavla Trávníčka Praha
  - 2004 – Zasněžená romance (Vivien Dawnová)

## Vybrané dabingové role
- 2000 – Víkend na Zuydcoote – Catherine Spaak (Jeanne)
- 2004 – Spartakus – Rhona Mitra (Varinia)
- 2004 – Můj život beze mne – Maria de Medeiros (Kadeřnice)
- 2005 – Resident Evil: Apokalypsa – Sienna Guillory (Jill Valentinová)
- 2005 – Hotel Rwanda – Sophie Okonedo (Tatiana Rusesabagina)
- 2006 – Parfém: Příběh vraha – Karoline Herfurth (dívka s mirabelkami)
- 2006 – Mission: Impossible III – Michelle Monaghanová (Julia)
- 2006 – Faraon [dabing DVD] – Krystyna Mikołajewska (Sára)
- 2006 – Frankie a Johnny – Donna Douglas (Frankie)
- 2007 – Hořící Mississippi [dabing MGM] – Frances McDormandová (paní Pellová)
- 2007 – Ďábel nosí Pradu – Emily Bluntová (Emily)
- 2008 – Sestup Orfeův [dabing MGM] – Joanne Woodwardová (Carol Cutrereová)
- 2008 – Mamma Mia! – Ashley Lilley (Ali)
- 2009 – Šest dní, sedm nocí [dabing ČT] – Jacqueline Obradors (Angelica)
- 2009 – Slepota – Yoshino Kimura (žena muže, který první oslepl)
- 2009 – Smrt čeká všude [dabing TV Barrandov] – Evangeline Lilly (Connie Jamesová)
- 2009 – Předčítač – Hannah Herzsprung (dospělá Julia)
- 2009 – Manželské rošády – Mary Stuart Masterson (Nina Bishopová)
- 2009 – Měsíc nad pouští – Angelina Jolie (Eleanor 'Elie' Rigby)
- 2009 – Bílá smrt – Kate Beckinsale (Carrie Stetková)
- 2009 – 96 hodin – Holly Valance, Anca Radici (Sheerah, Ingrid)
- 2009 – Moskva slzám nevěří [dabing DVD] – Vera Alentova (Kateřina)
- 2009 – Gran Torino – Ahney Her (Sue)
- 2010 – Myra Breckinridgeová – Raquel Welchová (Myra Breckinridgeová)
- 2010 – Spáč – Diane Keatonová (Luna Schlosserová)
- 2010 – Na sv. Valentýna – Jessica Alba (Morley Clarksonová)
- 2010 – Kouzla pana Howarda [dabing DVD] – Emily Bluntová (Valerie Brennanová)
- 2010 – Rošťák Beaumarchais – Sandrine Kiberlain (Marie-Thérèse)
- 2010 – Dokonalý únik – Marley Sheltonová (Kleo)
- 2011 – Zdrojový kód – Michelle Monaghanová (Christina Warrenová)
- 2011 – Rio (Perla)
- 2011 – Pokoj s vyhlídkou [dabing FilmBox] – Helena Bonham Carterová (Lucy Honeychurch)
- 2011 – Poprvé – Jacqueline Bisset (Anna)
- 2012 – George a Fanchette – Anaïs Demoustierová (Fanchette)
- 2012 – Milenec Lady Chatterleyové – Sylvia Kristel (lady Constance Chatterleyová)
- 2013 – Černá skříňka – Helena Noguerraová (Soraya)
- 2013 – Tramvaj do stanice Touha – Vivien Leighová (Blanche)
- 2014 – Hledání Země Nezemě (Universal Channel) – Kate Winsletová (Sylvia Llewelyn Davies)
- 2015 – Focus – Margot Robbie - (Jess)
- 2015 – Pěna dní – Aïssa Maïga (Alise)
- 2015 – Co jsme komu udělali? – Frédérique Belová (Isabelle Verneuilová)
- 2016 – Legenda o Tarzanovi – Margot Robbie (Jane Claytonová)
- 2017 – Pod rouškou noci – Sienna Millerová (Emma Gouldová)
- 2018 – Zůstaň nablízku – Alice Eve (Audrey)
- 2018 – Já, Tonya – Margot Robbie (Tonya)
- 2018 – Flubberův potomek – Joanna Moore (Desiree)
- 2018 – Hudba ticha – Luisa Ranieri (Edi)
- 2018 – Fakjů pane učiteli 3 – Corinna Harfouch (Kerstin)
- 2018 – Cesta bez návratu – Mariana Klaveno (Eve Sandersová)
- 2018 – Dokonalé repliky – Alice Eve (Mona Fosterová)
- 2019 – Blade Runner (Nova) – Sean Youngová (Rachael)
- 2019 – Vládce Paříže – Olga Kurylenko (Baronka)
- 2019 – Symfonie strachu – Kerry Bishé (Emma Selznicková)
- 2019 – Slečna Julie – Jessica Chastainová (slečna Julie)
- 2019 – Co jsme komu zase udělali? – Frédérique Belová (Isabelle Verneuilová-Benassemová)
- 2019 – Tenkrát v Hollywoodu – Margot Robbie - (Sharon Tateová)
- 2020 – Šokující odhalení – Margot Robbie - (Kayla Pospisilová)
- 2021 – Krajina snů – Margot Robbie - (Allison Wellsová)
- 2022 – Marie, královna skotská – Margot Robbie - (Alžběta I.)
- 2023 – Babylon – Margot Robbie - (Nellie LaRoyová)
- 2023 – Barbie – Margot Robbie - (Barbie)
- 2024 – Amsterdam – Margot Robbie - (Valerie Vozeová)
- 2025 – A Minecraft Movie – (Alex)
- 2025 – Konečná – Margot Robbie - (Annie)

#### Internetové články a rozhovory
- Strnad, Radek – Muzikál My Fair Lady: Jolana Smyčková je v Ústí moderní Popelka Denik.cz 10. 5. 2010
- Smíšek, Zdeněk – Herečka Jolana Smyčková je ráda mezi svými Novinky.cz 19. 11. 2012
- Strnad, Radek – Jolana Smyčková: Semaforská Opera Betlém je upřímný pokus o naivní zpěvohru Denik.cz 27. 12. 2013
- Dvořáková, Pavla – Jolana Smyčková a Richard Haan zpívali na esperantské mši celebrované Maxem Kašparů Esperanto.cz 28. 3. 2018

#### Pořady v rozhlase
- Rosák, Jan – Jolana Smyčková v Tandemu Regiony.rozhlas.cz 23. 2. 2011
- Skalka, Miloš – Herečka a zpěvačka ze Semaforu Jolana Smyčková Rádio DAB Praha 14. 11. 2012